# Michal Miloslav Bakulíny
Michal Miloslav Bakulíny (16. července 1819 Hrnčiarska Ves – 18. ledna 1892 Kameňany) byl slovenský národní buditel, zakládající člen Matice slovenské.

## Život
Navštěvoval lyceum v Ožďanech. Krátce působil jako učitel v Brzotíně, v Muránské Dlhé Lúce a v Kokavě nad Rimavicou. Později působil jako adjunkt a služný (vyšší správní úřednik) ve Štítniku, v Muránské Dlhé Lúce, v Revúci a v Kameňanech.
Po vypuknutí slovenského povstání v roce 1848 se stal organizátorem a kapitánem národní gardy. Za tuto činnost byl spolu s Š. M. Daxnerem a Jánem Francisci-Rimavským odsouzen v Plešivci k trestu smrti (krátce před vykonáním rozsudku mimořádný soud Gemerské stolice trest smrti obviněným zrušil). Po revoluci podporoval rolníky v jejich žalobách proti statkářům.
Byl jedním ze zakladatelů Matice slovenské a revúckého gymnázia.